# Solandrasläktet
Solandrasläktet (Solandra) är ett växtsläkte i familjen potatisväxter med cirka tio arter städsegröna klängväxter. Dessa växter kommer ursprungligen från tropiska Amerika och tål följaktligen inte frost. Blommorna är stora, trumpetformade och doftande.
Släktet är uppkallat efter den svenske botanikern Daniel Solander.